# Tour de Laugnac
La tour de Laugnac est un donjon carré, dernier vestige du château fort de Laugnac du XIIIe siècle, rebâti au XVe siècle ou remanié au XVIe siècle, qui se dresse sur la commune de Laugnac dans le département de Lot-et-Garonne en région Nouvelle-Aquitaine.
La tour fait l’objet d’une inscription au titre des monuments historiques par arrêté du 20 juin 1950.

## Situation
La tour de Laugnac est situé dans le département français de Lot-et-Garonne sur la commune de Laugnac, près de l'église Saint-Vincent.

## Histoire
Une maison forte a existé à Laugnac bien avant le XIVe siècle pour protéger le prieuré et le bourg. Jean Burias écrit que le château existait en 1310. On note un Bernard de Laugnac, écuyer de la sénéchaussée d'Agenais, qui donne quittance de ses gages le 20 octobre 1339. Un Revignan, sieur de Lonhac donne une quittance le 2 septembre 1353. Les Revignan, sieurs de Laugnac, vont être dépossédés des lieux à la suite d'une querelle avec les seigneurs de Montpezat.
De cette première époque, pour Georges Tholin. il reste quelques débris de l'enceinte du château, à peu près quadrangulaire. « Au centre s'élève encore la recette, ancien magasin d'approvisionnement du XVe siècle, non voûté. Mur massif en beau moyen appareil. Escalier extérieur et porte à cintre brisé. Tour de l'angle sud-est carrée à trois étages, percée de meurtrières pour les armes à feu. Cheminées du XVe siècle. Guérite quadrangulaire en porte-à-faux. Modillons à l'extérieur au plus haut étage ».
Pour le commandant Labouche, ces bâtiments ont aussi des vestiges antérieurs au XVe siècle.
En 1475 le baron Charles de Montpezat (†1486), fils de Raymond-Bernard II (vers 1400-1460), petit-fils d'Amanieu II de Montpezat, sénéchal d'Agenais, s'empare de la seigneurie de Laugnac. Le troisième fils de Charles de Laugnac est coseigneur de Laugnac qu'il transmet à son premier-né, Jean, à la suite d'une transaction avec son frère aîné Guy (vers 1470-vers 1520), en 1504. Jean de Montepezat meurt à Naples, sans descendance, en 1558. Il transmet ses droits sur Laugnac à François de Montpezat (†1581), encore en bas âge, fils d'Alain de Montpezat (†1561), dernier fils de Charles, baron de Montpezat et de Madaillan, et de Jeanne de Roquefeuil. Alain de Montpezat a fait les guerres d'Italie, participé aux batailles d'Agnadel, de Ravenne, de Marignan. Il est fait prisonnier à la bataille de Pavie. En 1527, il fournit encore 11 chevau-légers pour les biens qu'il possède en Agenais, Armagnac et Bordelais. Il s'est marié trois fois, en 1525 avec Marie de Monlezun, en 1536 avec Françoise de Gua, dame de Fréchou, et en 1545 avec Jeanne de Monlezun. C'est lui qui va entreprendre la construction d'un nouveau château pour son fils François en utilisant les débris de l'ancien réduit, en tenant compte du prieuré et de l'église. Ce château avait un corps de logis, prolongé de deux tours, au nord et au midi. Ces tours comprenait des mâchicoulis et des meurtrières pour armes à feu.
Profitant de l'absence de son père, Antoine, le fils aîné d'Alain de Montpezat, devenu protestant, s'empare du château en 1560. Les travaux de construction du château sont alors interrompus. Antoine de Montpezat est déshérité par son père. Il quitte le château après quelques jours d'occupation et peut-être de pillage du village. Alain de Montpezat est mort au château de Fréchou en 1561.
Le second fils d'Alain de Montpezat, et son héritier universel, François de Montpezat, marié à Nicole de Livron, terminera la reconstruction du château. Il va recevoir au château de Laugnac l'évêque d'Agen Janus Frégose, Blaise de Monluc.
Le château n'a pas évité les conséquences des guerres de religion. Il a été pris et repris en 1565. Une lettre de Monluc au gouverneur d'Agenais, le 25 juin 1572, lui demande de lui envoyer tous les canons, sauf un, pièces d'artillerie devant servir aux Agenais pour reprendre Laugnac. En 1576 le château est de nouveau aux mains des protestants.
Après la mort de François II de Montpezat, fils de François, tué aux combats de Briquemont, près de Mauvezin, un inventaire du château est fait le 25 mai 1590. François de Montpezat a été le chef des Quarante-Cinq du roi Henri III. Il a participé au meurtre du duc de Guise au château de Blois, le 23 décembre 1588.
La paix revenue, le château a été remis en état par Honorat de Montpezat, frère de François II de Montpezat, premier comte de Laugnac.
Le château a été peu visité par Charles Ier de Montpezat, fils d'Honorat, surtout après son mariage avec Serène de Durfort de Bajamont, le 17 avril 1618, qui lui a apporté le château de Lafox, les seigneuries de Bajamont et de Faugarolles.
L'abandon du château est devenu définitif quand Charles Ier de Montpezat passe une transaction, en 1662, avec François de La Roche Fontenilles à la suite de son mariage avec Marguerite-Gabrielle de Montpezat. Cette transaction portait sur les terres autour du château.
Pendant les troubles de la Fronde, Charles Ier de Montpezat, comte de Laugnac, est auprès du duc de Candale, maréchal de camp des armées du roi.
Puis son fils, François III de Montpezat, comte de Laugnac, baron de Frégimont et de Faugarolles, seigneur de Fréchou, Lafox, ..., marié avec Marie de Lalanne, comtesse de Villandraut, d'où Charles II de Montpezat, marié avec  Gilberte-Charlotte-Françoise de Monestay de Chazeron, dernier héritier mâle, mort en 1694.
Les Monestay-Chazeron ont hérité en 1694 du château de Laugnac avec les biens et titres des Montpezat-Laugnac. En août 1728, la foudre tombe sur le château faisant une brèche de 9,75 mètres de largeur sur 5,85 mètres de hauteur dans la façade est, avec des dégâts à l'intérieur. On ne sait pas si les toutes réparations nécessaires ont été faites car le château n'est plus habité.
La dégradation lente du château va commencer à partir de 1790.

## Description
En plus de la tour carrée, il subsisterait également une motte.